# 榊原洋一
榊原 洋一（さかきはら よういち、1951年12月15日 - 2025年3月29日）は、日本の医師（小児科医）、医学博士、お茶の水女子大学名誉教授。専門は小児科学、小児神経学、発達神経学。注意欠陥・多動性障害、アスペルガー症候群など子どもの発達障害研究の第一人者。

## 略歴
東京都武蔵野市吉祥寺生まれ。東京都立西高等学校を卒業後、東京大学理科三類に入学。
1976年に東京大学医学部を卒業後、東京大学医学部附属病院に勤務。1988年医学博士の学位を取得。
お茶の水女子大学人間発達教育研究センター教授を務めて2016年定年で退任し、名誉教授となる。
またCRN (Child Research Net) 所長、日本子ども学会理事長。大学病院での小児神経学の臨床と研究や、発展途上国での国際医療協力活動を経て、小児神経学、発達神経学、発達障害の臨床と、脳科学などを専門に研究する。
2025年3月29日に死去したことがCRNより報告された。晩年になっても精力的に診察を続けており、彼に救われたADHD患者も非常に多いと言われる。

## 著書
- 『赤ちゃんの体と心の発達24カ月』(元気が出る育児の本）主婦の友社 1993
- 『ヒトの発達とは何か』ちくま新書 1995
- 『長男長女の育て方 Baby care』 (赤ちゃん手帳）講談社 1995
- 『ママ、パパ、こんなときどうするの 0歳から6歳までのしつけ110番』 (ヤングママ・パパの「いきいき」子ども学シリーズ) 栄光教育文化研究所 1997
- 『赤ちゃんの心と知能を伸ばす』 (赤ちゃん手帳）講談社 1997
- 『オムツをしたサル』講談社 1997
- 『集中できない子どもたち ADHD(注意欠陥・多動性障害)なんでもQ&A』小学館 2000
- 『「多動性障害」児 「落ち着きのない子」は病気か?』講談社+α新書 2000
- 『赤ちゃんのためにパパとママに聞いてもらいたい話』PHP研究所 2000
- 『アスペルガー症候群と学習障害 ここまでわかった子どもの心と脳』講談社+α新書 2002
- 『ドクターサカキハラのADHDの医学』 (学研のヒューマンケアブックス)学習研究社 2003
- 『ママの「育児3大悩み」解消book 寝ない・食べない・泣きやまないは、こうすればOK!』日本文芸社 2004
- 『子どもの脳の発達臨界期・敏感期 早期教育で知能は大きく伸びるのか?』講談社+α新書 2004
- 『特別支援教育のためのアスペルガー症候群の医学』 (学研のヒューマンケアブックス)学習研究社 2005
- 『脳科学と発達障害 ここまでわかったそのメカニズム』 (シリーズcura)中央法規出版 2007
- 『赤ちゃんの「育つ力」をわかる信じる伸ばす本』 (家庭人books)主婦の友社 2007
- 『ササッとわかる最新「ADHD」対処法』 (図解大安心シリーズ 見やすい・すぐわかる）講談社 2007
- 『ササッとわかるアスペルガー症候群との接し方』 (図解大安心シリーズ 見やすい・すぐわかる)講談社 2008
- 『大人が知らない子どもの体の不思議 子どもは大人のミニチュアではない!』講談社ブルーバックス  2008
- 『図解よくわかる自閉症 発達障害を考える・心をつなぐ』ナツメ社 2008
- 『大丈夫! ADHDのすべてがわかる本 注意欠陥/多動性障害児とどう向き合う』小学館 2008
- 『図解よくわかるADHD「注意欠陥多動性障害」 発達障害を考える・心をつなぐ』ナツメ社 2008
- 『「脳科学」の壁 脳機能イメージングで何が分かったのか』講談社+α新書 2009
- 『はじめに読むアスペルガー症候群の本 発達障害を正しく理解する』ナツメ社 2009
- 『はじめに読むADHD(注意欠陥多動性障害)の本』ナツメ社 2009
- 『はじめに読む自閉症の本』ナツメ社 2009
- 『発達障害と子どもの生きる力』金剛出版 2009
- 『図解よくわかる発達障害の子どもたち 発達障害を考える・心をつなぐ』ナツメ社 2011
- 『自閉症の正しい理解と最新知識』日東書院本社 2011
- 『エビデンスに基づく乳幼児保育・発達障害トピックス』診断と治療社 2012
- 『最新図解自閉症スペクトラムの子どもたちをサポートする本 理解を深め、支援する』 (発達障害を考える 心をつなぐ) ナツメ社 2017

### 共編著・監修
- 『教育現場における障害理解マニュアル 障害とともに学ぶ』小野次朗共編 朱鷺書房 2002
- 『はじめて出会う育児の百科 0～6歳』汐見稔幸,中川信子共監修 小学館 2003
- 『ストレスとなかよく (NHKきみもチャレンジ!健康タマゴ 自分でバッチリ健康チェック) 監修 光村教育図書 2003
- 『「脳と心の病」に効く薬 あなたの心は健康ですか? 薬の知識と正しい服用法』福田倫明, 木津純子共著 かんき出版 2004
- 『赤ちゃんはてな 赤ちゃんがわかる育ちのガイドブック』 (はじめて出会う育児シリーズ) 監修 小学館 2004
- 『子どもの病気の本 病院に行く前に読む 0～5歳』 (はじめて出会う育児シリーズ) 監修 小学館 2006
- 『今求められる質の高い乳児保育の実践と子育て支援』今井和子共編著 ミネルヴァ書房 2006
- 『乳児保育の基本』汐見稔幸,小西行郎共編著 フレーベル館 2007
- 『0カ月～3才月齢別赤ちゃんのからだ&こころ発達book 元気に育つ接し方・遊び方がよくわかる!』監修, 主婦の友社編 主婦の友社 2008
- 『教育現場における障害のある子どもへの指導と実践』小野次朗,杉山登志郎共編 朱鷺書房 2008
- 『赤ちゃんの「脳」がわかる育児book』小西行郎,開一夫, 小林美由紀共監修 成美堂出版 2009
- 『小児保健 保育に活かす病気と発達の理解』(シードブック) 編著, 榎本純男, 木村育美,長谷川武弘共著 建帛社 2009
- 『これでわかるADHD 注意欠陥・多動性障害』監修 成美堂出版 2011
- 『特別支援教育に生かす病弱児の生理・病理・心理』小野次朗,西牧謙吾共編著 ミネルヴァ書房 2011
- 『子どもの病気+ケガガイドブック 子どもがかかりやすい症例を網羅 予防+教育現場での対処のポイントも掲載 完全保存版!』 (ひろばブックス) 編著 メイト 2013
- 『図解よくわかる大人のADHD〈注意欠陥多動性障害〉』 (発達障害を考える 心をつなぐ) 高山恵子共著 ナツメ社 2013
- 『発達障害のある子のサポートブック 保育・教育の現場から寄せられた学習困難・不適切行動へのすぐできる対応策2800』 (学研のヒューマンケアブックス) 日本版PRIM作成委員会編,佐藤曉共著 学研教育出版 2014
- 『子どもと地域と社会をつなぐ家庭支援論』加藤邦子,牧野カツコ,井原成男,浜口順子共編著 福村出版 2015

### 翻訳
- キャスリン・スチュワート『アスペルガー症候群と非言語性学習障害 子どもたちとその親のために』小野次郎, 足立佳美共訳 明石書店 2004
- ウィリアム・L.ヒューワード『特別支援教育 特別なニーズをもつ子どもたちのために』中野良顯, 小野次朗共監訳 明石書店 2007
- スティーブン・E.ガットステイン, レイチェル・K.シーリー『自閉症・アスペルガー症候群のRDIアクティビティ 家庭・保育園・幼稚園・学校でできる発達支援プログラム 対人関係発達指導法 子ども編』監訳, 小川由紀野, ティスマ彰子訳 明石書店 2009

## 論文
- <榊原洋一